# Anne Helm
Anne Helm, nota anche come Annie Helm (Toronto, 12 settembre 1938), è un'attrice e scrittrice canadese naturalizzata statunitense.

## Filmografia parziale

### Cinema
- Desiderio nella polvere (Desire in the Dust), regia di William F. Claxton (1960)
- La spada magica (The Magic Sword), regia di Bert I. Gordon (1962)
- Ucciderò alle sette (The Couch), regia di Owen Crump (1962)
- Lo sceriffo scalzo (Follow That Dream), regia di Gordon Douglas (1962)
- La pelle che scotta (The Interns), regia di David Swift (1962)
- Hotel delle vergini (Honeymoon Hotel), regia di Henry Levin (1964)
- Il mostro del museo delle cere (Nightmare in Wax), regia di Bud Townsend (1969)
- Li troverò ad ogni costo (Hide in Plain Sight), regia di James Caan (1980)

### Televisione
- The Phil Silvers Show – serie TV, un episodio (1956)
- Le grandi fiabe (Shirley Temple's Storybook) – serie TV, 2 episodi (1958-1961)
- Mr. Lucky – serie TV, episodio 1x30 (1960)
- Not for Hire – serie TV, episodi 1x30-1x39 (1960)
- June Allyson Show (The DuPont Show with June Allyson) – serie TV, episodio 2x10 (1960)
- Gunslinger – serie TV, episodio 1x12 (1961)
- Bus Stop – serie TV, episodio 1x01 (1961)
- Perry Mason – serie TV, un episodio (1961)
- Gli uomini della prateria (Rawhide) – serie TV, 2 episodi (1961)
- The Americans – serie TV, episodio 1x13 (1961)
- Route 66 – serie TV, 3 episodi (1961-1963)
- Gunsmoke – serie TV, 2 episodi (1961-1965)
- Follow the Sun – serie TV, episodio 1x24 (1962)
- The Wide Country – serie TV, episodio 1x09 (1962)
- Carovane verso il West (Wagon Train) – serie TV, 3 episodi (1962-1963)
- La legge del Far West (Temple Houston) – serie TV, episodio 1x05 (1963)
- The Lieutenant – serie TV, episodio 1x13 (1963)
- A Man Called Shenandoah – serie TV, episodio 1x24 (1966)
- I giorni di Bryan (Run for Your Life) – serie TV, 5 episodi (1966-1968)
- Bonanza – serie TV, 2 episodi (1965-1968)
- F.B.I. (The F.B.I.) – serie TV, 4 episodi (1968-1969)
- Il virginiano (The Virginian) – serie TV, 2 episodi (1964-1969)
- Barnaby Jones – serie TV, un episodio (1974)
- Storie incredibili (Amazing Stories) – serie TV, un episodio (1986)

## Opere
- The Sunshine Angel Book for Angel Workers of All Ages (1992)
- The Little Angel Workbook for Children of all Ages (1993)
- Babystar (2018)